# ستونیان
ستونیان (نام علمی: Stylidiaceae) نام یک تیره از راسته میناسانان است.